# نادي إنبي
نادي إنبي الرياضي نادي كرة قدم مصري مقره شرق القاهرة، تأسس عام 1985، ينافس في الدوري المصري الممتاز ويلعب مبارياته على ملعب بتروسبورت في القاهرة الجديدة. وهو نادي تملكه الشركة الهندسية للصناعات البترولية والبتروكيماوية (إنبي) إحدى شركات البترول المصرية.
بدأ النادي حديثا دخول مجال كرة القدم، حيث تدرج في مختلف الدرجات ليصعد من الدرجة الرابعة حتى الدوري الممتاز في فترة قصيرة بفضل الجهاز الفني الذي تولاه طه بصري، ومجموعة لاعبين تم الاعتماد عليهم وتجديدهم في الدوري الممتاز.

## تاريخ النادي
تاريخ تأسيس النادي يسبق تاريخ إشهاره الرسمي حيث تأسس نادي إنبي عام 1985 وتم إشهاره مؤقتاً في 26 أغسطس عام 1987 تحت اسم فريق الشركة الهندسية للصناعات البترولية والكيماوية المعروفة بالأسم المختصر (إنبي) وهي إحدى الشركات المصرية العملاقة التابعة لــ قطاع البترول المصري.
صاحب فكرة إنشاء نادي إنبي هو مصطفى الرفاعي الذي ترأس أول مجلس إدارة للنادي في 14 يونيو 1987 وضم المجلس معه وقتها المهندسين شريف إسماعيل سكرتيراً عاماً وقد استمر في مهمته حتى تولى وكالة وزارة البترول وحسن مدكور أمين للصندوق وفخري عيد ومحمد أبو النيل ومصطفى نصرت ودينا الجوهري أعضاء المجلس.

## تشكيلة الفريق

### التشكيلة الحالية
أخر تحديث 25 أكتوبر 2022

ملاحظة: تشير الأعلام إلى المنتخب الوطني على النحو المحدد في قواعد الأهلية للفيفا. قد يحمل اللاعبون أكثر من جنسية واحدة غير تابعة للفيفا.
| الرقم | البلد   | المركز | اللاعب              |
| ----- | ------- | ------ | ------------------- |
| 1     | مصر     | حارس   | عبد العزيز البلعوطي |
| 2     | مصر     | مدافع  | علي فوزي            |
| 3     | مصر     | وسط    | أحمد يوسف           |
| 4     | مصر     | مدافع  | خالد رضا            |
| 5     | تونس    | مدافع  | مروان صحراوي        |
| 6     | مصر     | مدافع  | محمد إسماعيل حامد   |
| 7     | مصر     | وسط    | حسام عرفات          |
| 8     | مصر     | مدافع  | هشام عادل           |
| 8     | صربيا   | وسط    | ديان ميليج          |
| 9     | مصر     | مهاجم  | إبراهيم جلال        |
| 10    | مصر     | وسط    | محمد مرسي           |
| 11    | إثيوبيا | وسط    | شيمليس بيكيلي       |
| 12    | مصر     | وسط    | مؤمن راضي           |
| 13    | مصر     | مدافع  | أحمد صبيحة          |
| 14    | مصر     | وسط    | مصطفى شكشك          |
| 16    | مصر     | حارس   | عبد الرحمن سمير     |
| 17    | مصر     | مدافع  | محمد إسماعيل محمد   |
| 18    | مصر     | مدافع  | مروان داود          |
| 22    | مصر     | وسط    | أحمد العجوز         |
| 23    | مصر     | حارس   | رمضان مصطفى         |
| 24    | مصر     | مدافع  | أحمد خليل كالوشا    |

| الرقم | البلد        | المركز | اللاعب              |
| ----- | ------------ | ------ | ------------------- |
| 26    | مصر          | مدافع  | سيف الخشاب          |
| 27    | تونس         | وسط    | رفيق كابو           |
|       | مصر          | وسط    | جرجس مجدي           |
| 30    | مصر          | وسط    | مصطفى دويدار        |
| 31    | بوركينا فاسو | وسط    | إيريك تراوري        |
| 31    | مصر          | وسط    | عبد الرحمن عماد     |
| 32    | مصر          | وسط    | صلاح زايد           |
| 22    | مصر          | مهاجم  | كريم الطيب          |
| 35    | مصر          | وسط    | محمد عبد العاطي     |
| 35    | مصر          | وسط    | أحمد قاسم           |
| 36    | مصر          | وسط    | زياد كمال           |
| 37    | مصر          | مدافع  | عبد الله عادل       |
| 38    | مصر          | وسط    | محمد ناصر           |
| 39    | مصر          | وسط    | عماد ميهوب          |
| 44    | مصر          | وسط    | يوسف لبيب           |
| 47    | مصر          | وسط    | محمد حمدي           |
|       | مصر          | مدافع  | فتحي السيد          |
|       | مصر          | مهاجم  | أحمد أمين أوفا      |
|       | نيجيريا      | وسط    | أتولا جوزيف         |
|       | مصر          | مدافع  | أحمد عيد            |
|       | مصر          | وسط    | علي أبو طالب أوسكار |

## الألقاب والإنجازات

### كأس مصر
- البطل (2): 2004-05، 2011-12.[2]

## سجل المشاركات

### سجل مشاركات الفريق محليًا
| 1     | 2      | ↑   | ↓   |
| البطل | الوصيف | صعد | هبط |

| سجل مشاركة الفريق محليًا منذ 2001 | سجل مشاركة الفريق محليًا منذ 2001 | سجل مشاركة الفريق محليًا منذ 2001 | سجل مشاركة الفريق محليًا منذ 2001 | سجل مشاركة الفريق محليًا منذ 2001 | سجل مشاركة الفريق محليًا منذ 2001 | سجل مشاركة الفريق محليًا منذ 2001 |
| موسم                             | الدوري                           | الدوري                           | كأس مصر                          | هداف الفريق في الدوري            | هداف الفريق في الدوري            | هداف الفريق في الدوري            |
| موسم                             | القسم                            | المركز                           | كأس مصر                          | اللاعب                           | عدد الأهداف                      | مصدر                             |
| -------------------------------- | -------------------------------- | -------------------------------- | -------------------------------- | -------------------------------- | -------------------------------- | -------------------------------- |
| 2001–2002                        | الدرجة الأولى                    | 1 ↑                              |                                  |                                  |                                  |                                  |
| 2002–2003                        | الممتاز                          | 4                                | ربع النهائي                      | مجدي عبد العاطي                  | 11                               | [ 3 ]                            |
| 2003–2004                        | الممتاز                          | 6                                | نصف النهائي                      | عبد الحميد حسن وعمرو زكي         | 5                                | [ 4 ]                            |
| 2004–2005                        | الممتاز                          | 2                                | البطل                            | مجدي عبد العاطي                  | 13                               | [ 5 ]                            |
| 2005–2006                        | الممتاز                          | 3                                | ربع النهائي                      | عمرو زكي                         | 9                                | [ 6 ]                            |
| 2006–2007                        | الممتاز                          | 9                                | ربع النهائي                      | مانو                             | 3                                | [ 7 ]                            |
| 2007–2008                        | الممتاز                          | 7                                | الوصيف                           | فينسنت ديفونيه                   | 8                                | [ 8 ]                            |
| 2008–2009                        | الممتاز                          | 5                                | الوصيف                           | عادل مصطفى                       | 11                               | [ 9 ]                            |
| 2009–2010                        | الممتاز                          | 8                                | ربع النهائي                      | فينسنت ديفونيه                   | 7                                | [ 10 ]                           |
| 2010–2011                        | الممتاز                          | 5                                | البطل                            | أحمد عبد الظاهر                  | 13                               | [ 11 ]                           |
| 2011–2012                        | الممتاز                          | لم يستكمل                        | لم يُلعب                          | أحمد رؤوف                        | 10                               | [ 12 ]                           |
| 2012–2013                        | الممتاز                          | لم يستكمل                        | ربع النهائي                      | أحمد رؤوف ومؤمن زكريا            | 6                                | [ 13 ]                           |
| 2013–2014                        | الممتاز                          | 16                               | دور الـ16                        | صلاح عاشور                       | 6                                | [ 14 ]                           |
| 2014–2015                        | الممتاز                          | 3                                | دور الـ32                        | محمود قاعود                      | 10                               | [ 15 ]                           |
| 2015–2016                        | الممتاز                          | 10                               | نصف النهائي                      | محمود قاعود                      | 9                                | [ 16 ]                           |
| 2016–2017                        | الممتاز                          | 10                               | ربع النهائي                      | عمرو مرعي                        | 10                               |                                  |
| 2017–2018                        | الممتاز                          | 6                                | دور الـ32                        | محمد مجدي قفشة                   | 8                                |                                  |
| 2018–2019                        | الممتاز                          | 9                                | ربع النهائي                      | أوداه مارشال                     | 6                                |                                  |

1. ↑  حل الفريق ثامنًا في المجموعة الأولى، ويعتبر الفريق في المركز السادس عشر بين جميع أندية الدوري بحسب النقاط التي حصل عليها.

### سجل مشاركات الفريق إفريقيًا
| الموسم | المسابقة                    | الجولة      | النادي                       | داخل الديار | خارج الديار | مجموع المباراتين |
| ------ | --------------------------- | ----------- | ---------------------------- | ----------- | ----------- | ---------------- |
| 2006   | دوري أبطال أفريقيا          | التمهيدي    | سانت جورج                    | 0–0         | 0–1         | 0–1              |
| 2007   | كأس الكونفيدرالية الأفريقية | 1           | أولمبي الشلف                 | 0–1         | 0–0         | 0–1              |
| 2009   | كأس الكونفيدرالية الأفريقية | 1           | كابس يونايتد                 | 2–1         | 0–0         | 2–1              |
| 2009   | كأس الكونفيدرالية الأفريقية | 2           | ريد أروس                     | 4–0         | 0–3         | 4–3              |
| 2009   | كأس الكونفيدرالية الأفريقية | 3           | أسيك ميموسا                  | 0–0         | 2–2         | 2–2 (ق)          |
| 2009   | كأس الكونفيدرالية الأفريقية | المجموعات   | وفاق سطيف                    | 3–4         | 3–1         | المركز الثاني    |
| 2009   | كأس الكونفيدرالية الأفريقية | المجموعات   | سانتوس                       | 4–0         | 0–1         | المركز الثاني    |
| 2009   | كأس الكونفيدرالية الأفريقية | المجموعات   | نادي فيتا                    | 3–1         | 0–3         | المركز الثاني    |
| 2009   | كأس الكونفيدرالية الأفريقية | نصف النهائي | الملعب المالي                | 2–2         | 2–4         | 4–6              |
| 2012   | كأس الكونفيدرالية الأفريقية | 1           | ليديا لوديك بوروندي أكاديميك | 4–1         | 1–1         | 5–2              |
| 2012   | كأس الكونفيدرالية الأفريقية | 2           | سيركل أولمبيك دي باماكو      | 3–1         | 0–3         | 3–4              |
| 2013   | كأس الكونفيدرالية الأفريقية | 1           | غور مايا                     | 3–0         | 0–0         | 3–0              |
| 2013   | كأس الكونفيدرالية الأفريقية | 2           | سوبر سبورت يونايتد           | 0–0         | 3–1         | 3–1              |
| 2013   | كأس الكونفيدرالية الأفريقية | 3           | سانت جورج                    | 3–1         | 0–2         | 3–3 (ق)          |
| 2016   | كأس الكونفيدرالية الأفريقية | 1           | أفريكا سبورتس                | 4–1         | 2–0         | 6–1              |
| 2016   | كأس الكونفيدرالية الأفريقية | 2           | مونانا                       | 2–0         | 0–2         | 2-2 (4–5 ر.ج.)   |

### سجل مشاركات الفريق عربيًا
| الموسم    | المسابقة         | الجولة      | النادي          | داخل الديار | خارج الديار | مجموع المباراتين |
| --------- | ---------------- | ----------- | --------------- | ----------- | ----------- | ---------------- |
| 2005–2006 | دوري أبطال العرب | 1           | النجمة          | 4–3         | 1–0         | 5–3              |
| 2005–2006 | دوري أبطال العرب | 2           | الإفريقي        | 2–0         | 0–0         | 2–0              |
| 2005–2006 | دوري أبطال العرب | ربع النهائي | مولودية الجزائر | 1–2         | 3–1         | 4–3              |
| 2005–2006 | دوري أبطال العرب | نصف النهائي | الوحدات         | 2–0         | 0–1         | 2–1              |
| 2005–2006 | دوري أبطال العرب | النهائي     | الرجاء          | 1–2         | 0–1         | 1–3              |

### الدوري المصري
| م  | الفريق | لعب | ف | ت  | خ  | أ.له | أ.ع | أ.ف | نقاط |
| -- | ------ | --- | - | -- | -- | ---- | --- | --- | ---- |
| 8  | فاركو  | 34  | 9 | 15 | 10 | 21   | 22  | −1  | 42   |
| 9  | إنبي   | 34  | 8 | 15 | 11 | 37   | 39  | −2  | 39   |
| 10 | المصري | 34  | 8 | 14 | 12 | 40   | 41  | −1  | 38   |